# Ewa Hedkvist Petersen
Ewa Hedkvist Petersen (n. 15 ianuarie 1952, Lappland) este un om politic suedez, membru al Parlamentului European în perioada 1999-2004 din partea Suediei.
1. ↑  Deputații în Parlamentul European